# Major League Soccer de 2021
A temporada 2021 da Major League Soccer foi a 109ª temporada de futebol sancionada pela FIFA nos Estados Unidos e no Canadá, a 43ª como primeira divisão nacional na América do Norte e a 26ª temporada da Major League Soccer. A temporada regular começou em 16 de fevereiro de 2022 e terminará em 11 de dezembro.
Austin FC ingressou na liga como uma franquia de expansão, elevando o número total de clubes para 27.
O Columbus Crew é o atual campeão competição, enquanto que o Philadelphia Union é o atual vencedor do Supporters' Shield. A temporada foi ganha pelo New York City FC, sendo assim, o time conseguiu a sua primeira MLS Cup.

## Regulamento

### Formato da temporada regular
Os 27 clubes se dividem em 2 conferências (Oeste e Leste) de 13 e 14 clubes cada. Assim, cada clube jogará 34 jogos, incluindo 17 jogos em casa e 17 jogos fora. Devido a diferença de times nas conferências, cada uma adotou um sistema de jogos diferente, sendo esses:
- Cada um dos 14 times da Conferência Leste irá enfrentar seis times da própria conferência três vezes e jogará contra os sete times restantes da conferência duas vezes. E para completar jogará dois jogos contra times da outra conferência.
- 11 times dos 13 da Conferência Oeste jogará contra oito times da conferência três vezes, e contra os quatros times restantes irá jogar duas vezes. Como também, jogarão dois jogos contra times da outra conferência.
- Os 2 times restantes da Conferência Oeste irá jogar contra sete times da conferência três vezes, e contra os cinco times restantes irá jogar duas vezes. Cada um também irá enfrentar três times da outra conferência.

O mais bem colocado de cada conferência está garantido nas semifinais de conferência da MLS e classificado para a Liga dos Campeões da CONCACAF de 2021. Do 2º aos 7º colocados de cada conferência jogam as quartas de final de conferência da MLS.

### Critérios de desempate
| Os critérios de desempate são, nessa ordem: 1. Pontos 2. Total de vitórias 3. Saldo de gols 4. Gols marcados 5. Menos pontos disciplinários 6. Gols marcador como visitante 7. Gols marcados como mandante 8. Cara ou coroa (2 times) ou sorteio (3 ou mais clubes) | Pontos disciplinários foram decididos como segue: 1. Falta (1 ponto) 2. Aviso da área técnica (2 pontos) 3. Cartão amarelo (3 pontos) 4. Segundo cartão amarelo (7 pontos) 5. Cartão vermelho (7 pontos) 6. Demissão do técnico (7 pontos) 7. Alguma disciplina suplementar (8 pontos) |

## Participantes
| Equipe               | Cidade        | Treinador         | Estádio (Mando)            | Capacidade | Títulos            |
| -------------------- | ------------- | ----------------- | -------------------------- | ---------- | ------------------ |
| Austin FC            | Austin        | Josh Wolf         | Q2 Stadium                 | 20,500     | 0 (Não Possui)     |
| Colorado Rapids      | Commerce City | Robin Fraser      | Dick's Sporting Goods Park | 18.061     | 1 (último em 2010) |
| FC Dallas            | Frisco        | Marco Ferruzzi    | Toyota Stadium             | 20.500     | 0 (Não Possui)     |
| Houston Dynamo       | Houston       | Paulo Nagamura    | BBVA Stadium               | 22.039     | 2 (último em 2007) |
| LA Galaxy            | Los Angeles   | Greg Vanney       | Dignity Health Sports Park | 27.000     | 5 (último em 2014) |
| Los Angeles FC       | Los Angeles   | Steve Cherundolo  | Banc of California Stadium | 22.000     | 0 (Não Possui)     |
| Minnesota United     | Saint Paul    | Adrian Heath      | Allianz Field              | 19.400     | 0 (Não Possui)     |
| Portland Timbers     | Portland      | Giovanni Savarese | Providence Park            | 25.218     | 1 (último em 2015) |
| Real Salt Lake       | Sandy         | Pablo Mastroeni   | Rio Tinto Staduim          | 20.213     | 1 (último em 2009) |
| San Jose Earthquakes | San José      | Matías Almeyda    | Avaya Stadium              | 18.000     | 2 (último em 2003) |
| Seattle Sounders     | Seattle       | Bryan Schmetzer   | CenturyLink Field          | 39.419     | 2 (último em 2019) |
| Sporting Kansas City | Kansas City   | Peter Vermes      | Children's Mercy Park      | 18.467     | 2 (último em 2013) |
| Vancouver Whitecaps  | Vancouver     | Vanni Sartini     | BC Place                   | 22.120     | 0 (Não Possui)     |

| Equipe                 | Cidade           | Treinador       | Estádio (Mando)       | Capacidade | Títulos            |
| ---------------------- | ---------------- | --------------- | --------------------- | ---------- | ------------------ |
| Atlanta United         | Atlanta          | Gonzalo Pineda  | Mercedez-Benz Stadium | 71.000     | 1 (último em 2018) |
| Chicago Fire           | Bridgeview       | Frank Klopas    | Soldier Field         | 61.500     | 1 (último em 1998) |
| Cincinnati             | Cincinnati       | Tyrone Marshall | Nippert Stadium       | 32.250     | 0 (Não Possui)     |
| Columbus Crew          | Columbus         | Caleb Porter    | Mapfre Stadium        | 19.968     | 2 (último em 2020) |
| D.C. United            | Washington, D.C. | Hernán Losada   | Audi Field            | 20.000     | 4 (último em 2004) |
| Inter Miami CF         | Miami            | Phill Neville   | Lockhart Stadium      | 18.000     | 0 (Não Possui)     |
| Montreal Impact        | Montreal         | Wilfried Nancy  | Estádio Saputo        | 20.801     | 0 (Não Possui)     |
| Nashville SC           | Nashville        | Gary Smith      | Nissan Stadium        | 60.000     | 0 (Não Possui)     |
| New England Revolution | Foxborough       | Bruce Arena     | Gillette Stadium      | 20.000     | 0 (Não Possui)     |
| New York City FC       | Nova Iorque      | Ronny Deila     | Yankee Stadium        | 30.321     | 0 (Não Possui)     |
| New York Red Bulls     | Harrison         | Gerhard Struber | Red Bull Arena        | 25.000     | 0 (Não Possui)     |
| Orlando City SC        | Orlando          | Oscar Pareja    | Exploria Stadium      | 25.250     | 0 (Não Possui)     |
| Philadelphia Union     | Filadélfia       | Jim Curtin      | Talen Energy Stadium  | 18.500     | 0 (Não Possui)     |
| Toronto FC             | Toronto          | Javier Pérez    | BMO Field             | 30.000     | 1 (último em 2017) |

## Temporada regular

### Conferencia Oeste
| Pos | Equipe               | Pts | J  | V  | E  | D  | GP | GC | SG  | Classificação                                                         |
| --- | -------------------- | --- | -- | -- | -- | -- | -- | -- | --- | --------------------------------------------------------------------- |
| 1   | Colorado Rapids      | 61  | 34 | 17 | 10 | 7  | 51 | 35 | +16 | Classificado para as semifinais da Conferência Oeste                  |
| 2   | Seattle Sounders     | 60  | 34 | 17 | 9  | 8  | 53 | 33 | +20 | Classificado para o primeiro round dos play-offs da Conferência Oeste |
| 3   | Sporting Kansas City | 58  | 34 | 17 | 7  | 10 | 58 | 40 | +18 | Classificado para o primeiro round dos play-offs da Conferência Oeste |
| 4   | Portland Timbers     | 55  | 34 | 17 | 4  | 13 | 56 | 52 | +4  | Classificado para o primeiro round dos play-offs da Conferência Oeste |
| 5   | Minnesota United     | 49  | 34 | 13 | 10 | 11 | 42 | 44 | −2  | Classificado para o primeiro round dos play-offs da Conferência Oeste |
| 6   | Vancouver Whitecaps  | 49  | 34 | 12 | 13 | 9  | 45 | 45 | 0   | Classificado para o primeiro round dos play-offs da Conferência Oeste |
| 7   | Real Salt Lake       | 48  | 34 | 14 | 6  | 14 | 55 | 54 | +1  | Classificado para o primeiro round dos play-offs da Conferência Oeste |
| 8   | LA Galaxy            | 48  | 34 | 13 | 9  | 12 | 50 | 54 | −4  |                                                                       |
| 9   | Los Angeles FC       | 45  | 34 | 12 | 9  | 13 | 53 | 51 | +2  |                                                                       |
| 10  | San Jose Earthquakes | 41  | 34 | 10 | 11 | 13 | 46 | 54 | −8  |                                                                       |
| 11  | FC Dallas            | 33  | 34 | 7  | 12 | 15 | 47 | 56 | −9  |                                                                       |
| 12  | Austin FC            | 31  | 34 | 9  | 4  | 21 | 35 | 56 | −21 |                                                                       |
| 13  | Houston Dynamo       | 30  | 34 | 6  | 12 | 16 | 36 | 54 | −18 |                                                                       |

### Conferência Leste
| Pos | Equipe                 | Pts | J  | V  | E  | D  | GP | GC | SG  | Classificação                                                         |
| --- | ---------------------- | --- | -- | -- | -- | -- | -- | -- | --- | --------------------------------------------------------------------- |
| 1   | New England Revolution | 73  | 34 | 22 | 7  | 5  | 65 | 41 | +24 | Classificado para as semifinais da Conferência Leste                  |
| 2   | Philadelphia Union     | 54  | 34 | 14 | 12 | 8  | 48 | 35 | +13 | Classificado para o primeiro round dos play-offs da Conferência Leste |
| 3   | Nashville SC           | 54  | 34 | 12 | 18 | 4  | 55 | 33 | +22 | Classificado para o primeiro round dos play-offs da Conferência Leste |
| 4   | New York City FC       | 51  | 34 | 14 | 9  | 11 | 56 | 36 | +20 | Classificado para o primeiro round dos play-offs da Conferência Leste |
| 5   | Atlanta United         | 51  | 34 | 13 | 12 | 9  | 45 | 37 | +8  | Classificado para o primeiro round dos play-offs da Conferência Leste |
| 6   | Orlando City SC        | 51  | 34 | 13 | 12 | 9  | 50 | 48 | +2  | Classificado para o primeiro round dos play-offs da Conferência Leste |
| 7   | New York Red Bulls     | 48  | 34 | 13 | 9  | 12 | 39 | 33 | +6  | Classificado para o primeiro round dos play-offs da Conferência Leste |
| 8   | D.C. United            | 47  | 34 | 14 | 5  | 15 | 56 | 54 | +2  |                                                                       |
| 9   | Columbus Crew          | 47  | 34 | 13 | 8  | 13 | 46 | 45 | +1  |                                                                       |
| 10  | Montreal Impact        | 46  | 34 | 12 | 10 | 12 | 46 | 44 | +2  |                                                                       |
| 11  | Inter Miami CF         | 41  | 34 | 12 | 5  | 17 | 36 | 53 | −17 |                                                                       |
| 12  | Chicago Fire           | 34  | 34 | 9  | 7  | 18 | 36 | 54 | −18 |                                                                       |
| 13  | Toronto FC             | 28  | 34 | 6  | 10 | 18 | 39 | 66 | −27 |                                                                       |
| 14  | Cincinnati             | 20  | 34 | 4  | 8  | 22 | 37 | 74 | −37 |                                                                       |

## Playoffs
|  | Quartas de Final da Conferência 20-21, 23 de novembro | Quartas de Final da Conferência 20-21, 23 de novembro | Quartas de Final da Conferência 20-21, 23 de novembro |                    |                      | Semifinais da Conferência 25, 28, 30 de novembro | Semifinais da Conferência 25, 28, 30 de novembro | Semifinais da Conferência 25, 28, 30 de novembro |  |  | Finais da Conferência 4–5 de dezembro | Finais da Conferência 4–5 de dezembro | Finais da Conferência 4–5 de dezembro |  |  | MLS Cup 11 de dezembro | MLS Cup 11 de dezembro | MLS Cup 11 de dezembro |  |
|  |                                                       |                                                       |                                                       |                    |                      |                                                  |                                                  |                                                  |  |  |                                       |                                       |                                       |  |  |                        |                        |                        |  |
|  | Colorado                                              | Colorado Rapids                                       | -                                                     |                    |                      |                                                  |                                                  |                                                  |  |  |                                       |                                       |                                       |  |  |                        |                        |                        |  |
|  | Colorado                                              | Colorado Rapids                                       | -                                                     |                    |                      |                                                  |                                                  |                                                  |  |  |                                       |                                       |                                       |  |  |                        |                        |                        |  |
|  | -                                                     | -                                                     | -                                                     |                    |                      |                                                  |                                                  |                                                  |  |  |                                       |                                       |                                       |  |  |                        |                        |                        |  |
|  | -                                                     | -                                                     | -                                                     |                    | Colorado             | Colorado Rapids                                  | 0                                                |                                                  |  |  |                                       |                                       |                                       |  |  |                        |                        |                        |  |
|  |                                                       |                                                       |                                                       |                    | Colorado             | Colorado Rapids                                  | 0                                                |                                                  |  |  |                                       |                                       |                                       |  |  |                        |                        |                        |  |
|  |                                                       |                                                       | Oregon                                                | Portland Timbers   | 1                    |                                                  |                                                  |                                                  |  |  |                                       |                                       |                                       |  |  |                        |                        |                        |  |
|  | Oregon                                                | Portland Timbers                                      | Oregon                                                | Portland Timbers   | 1                    | 3                                                |                                                  |                                                  |  |  |                                       |                                       |                                       |  |  |                        |                        |                        |  |
|  | Oregon                                                | Portland Timbers                                      |                                                       |                    |                      |                                                  |                                                  |                                                  |  |  |                                       |                                       |                                       |  |  |                        |                        |                        |  |
|  | Minnesota                                             | Minnesota United                                      | 1                                                     |                    |                      |                                                  |                                                  |                                                  |  |  |                                       |                                       |                                       |  |  |                        |                        |                        |  |
|  | Minnesota                                             | Minnesota United                                      | 1                                                     |                    | Oregon               | Portland Timbers                                 | 2                                                |                                                  |  |  |                                       |                                       |                                       |  |  |                        |                        |                        |  |
|  | Conferência Oeste                                     |                                                       |                                                       |                    | Oregon               | Portland Timbers                                 | 2                                                |                                                  |  |  |                                       |                                       |                                       |  |  |                        |                        |                        |  |
|  |                                                       |                                                       | Utah                                                  | Real Salt Lake     | 0                    |                                                  |                                                  |                                                  |  |  |                                       |                                       |                                       |  |  |                        |                        |                        |  |
|  | Missouri                                              | Sporting Kansas City                                  | Utah                                                  | Real Salt Lake     | 0                    | 3                                                |                                                  |                                                  |  |  |                                       |                                       |                                       |  |  |                        |                        |                        |  |
|  | Missouri                                              | Sporting Kansas City                                  |                                                       |                    |                      |                                                  |                                                  |                                                  |  |  |                                       |                                       |                                       |  |  |                        |                        |                        |  |
|  | Canadá                                                | Vancouver Whitecaps                                   | 1                                                     |                    |                      |                                                  |                                                  |                                                  |  |  |                                       |                                       |                                       |  |  |                        |                        |                        |  |
|  | Canadá                                                | Vancouver Whitecaps                                   | 1                                                     |                    | Missouri             | Sporting Kansas City                             | 1                                                |                                                  |  |  |                                       |                                       |                                       |  |  |                        |                        |                        |  |
|  |                                                       |                                                       |                                                       |                    | Missouri             | Sporting Kansas City                             | 1                                                |                                                  |  |  |                                       |                                       |                                       |  |  |                        |                        |                        |  |
|  |                                                       |                                                       | Utah                                                  | Real Salt Lake     | 2                    |                                                  |                                                  |                                                  |  |  |                                       |                                       |                                       |  |  |                        |                        |                        |  |
|  | Washington (estado)                                   | Seattle Sounders                                      | Utah                                                  | Real Salt Lake     | 2                    | 0(5)                                             |                                                  |                                                  |  |  |                                       |                                       |                                       |  |  |                        |                        |                        |  |
|  | Washington (estado)                                   | Seattle Sounders                                      |                                                       |                    |                      |                                                  |                                                  |                                                  |  |  |                                       |                                       |                                       |  |  |                        |                        |                        |  |
|  | Utah                                                  | Real Salt Lake                                        | 0(6)                                                  |                    |                      |                                                  |                                                  |                                                  |  |  |                                       |                                       |                                       |  |  |                        |                        |                        |  |
|  | Utah                                                  | Real Salt Lake                                        | 0(6)                                                  |                    | Oregon               | Portland Timbers                                 | 1(2)                                             |                                                  |  |  |                                       |                                       |                                       |  |  |                        |                        |                        |  |
|  |                                                       |                                                       |                                                       |                    |                      |                                                  |                                                  |                                                  |  |  |                                       |                                       |                                       |  |  |                        |                        |                        |  |
|  |                                                       |                                                       | Nova Iorque (estado)                                  | New York City FC   | 1(4)                 |                                                  |                                                  |                                                  |  |  |                                       |                                       |                                       |  |  |                        |                        |                        |  |
|  | Massachusetts                                         | New England Revolution                                | Nova Iorque (estado)                                  | New York City FC   | 1(4)                 | -                                                |                                                  |                                                  |  |  |                                       |                                       |                                       |  |  |                        |                        |                        |  |
|  | Massachusetts                                         | New England Revolution                                |                                                       |                    |                      |                                                  |                                                  |                                                  |  |  |                                       |                                       |                                       |  |  |                        |                        |                        |  |
|  | -                                                     | -                                                     | -                                                     |                    |                      |                                                  |                                                  |                                                  |  |  |                                       |                                       |                                       |  |  |                        |                        |                        |  |
|  | -                                                     | -                                                     | -                                                     |                    | Massachusetts        | New England Revolution                           | 2(3)                                             |                                                  |  |  |                                       |                                       |                                       |  |  |                        |                        |                        |  |
|  |                                                       |                                                       |                                                       |                    | Massachusetts        | New England Revolution                           | 2(3)                                             |                                                  |  |  |                                       |                                       |                                       |  |  |                        |                        |                        |  |
|  |                                                       |                                                       | Nova Iorque (estado)                                  | New York City FC   | 2(5)                 |                                                  |                                                  |                                                  |  |  |                                       |                                       |                                       |  |  |                        |                        |                        |  |
|  | Nova Iorque (estado)                                  | New York City FC                                      | Nova Iorque (estado)                                  | New York City FC   | 2(5)                 | 2                                                |                                                  |                                                  |  |  |                                       |                                       |                                       |  |  |                        |                        |                        |  |
|  | Nova Iorque (estado)                                  | New York City FC                                      |                                                       |                    |                      |                                                  |                                                  |                                                  |  |  |                                       |                                       |                                       |  |  |                        |                        |                        |  |
|  | Geórgia (Estados Unidos)                              | Atlanta United                                        | 0                                                     |                    |                      |                                                  |                                                  |                                                  |  |  |                                       |                                       |                                       |  |  |                        |                        |                        |  |
|  | Geórgia (Estados Unidos)                              | Atlanta United                                        | 0                                                     |                    | Nova Iorque (estado) | New York City FC                                 | 2                                                |                                                  |  |  |                                       |                                       |                                       |  |  |                        |                        |                        |  |
|  | Conferência Leste                                     |                                                       |                                                       |                    | Nova Iorque (estado) | New York City FC                                 | 2                                                |                                                  |  |  |                                       |                                       |                                       |  |  |                        |                        |                        |  |
|  |                                                       |                                                       | Pensilvânia                                           | Philadelphia Union | 1                    |                                                  |                                                  |                                                  |  |  |                                       |                                       |                                       |  |  |                        |                        |                        |  |
|  | Tennessee                                             | Nashville SC                                          | Pensilvânia                                           | Philadelphia Union | 1                    | 3                                                |                                                  |                                                  |  |  |                                       |                                       |                                       |  |  |                        |                        |                        |  |
|  | Tennessee                                             | Nashville SC                                          |                                                       |                    |                      |                                                  |                                                  |                                                  |  |  |                                       |                                       |                                       |  |  |                        |                        |                        |  |
|  | Flórida                                               | Orlando City SC                                       | 1                                                     |                    |                      |                                                  |                                                  |                                                  |  |  |                                       |                                       |                                       |  |  |                        |                        |                        |  |
|  | Flórida                                               | Orlando City SC                                       | 1                                                     |                    | Tennessee            | Nashville SC                                     | 1(0)                                             |                                                  |  |  |                                       |                                       |                                       |  |  |                        |                        |                        |  |
|  |                                                       |                                                       |                                                       |                    | Tennessee            | Nashville SC                                     | 1(0)                                             |                                                  |  |  |                                       |                                       |                                       |  |  |                        |                        |                        |  |
|  |                                                       |                                                       | Pensilvânia                                           | Philadelphia Union | 0(2)                 |                                                  |                                                  |                                                  |  |  |                                       |                                       |                                       |  |  |                        |                        |                        |  |
|  | Pensilvânia                                           | Philadelphia Union pr.                                | Pensilvânia                                           | Philadelphia Union | 0(2)                 | 1                                                |                                                  |                                                  |  |  |                                       |                                       |                                       |  |  |                        |                        |                        |  |
|  | Pensilvânia                                           | Philadelphia Union pr.                                |                                                       |                    |                      |                                                  |                                                  |                                                  |  |  |                                       |                                       |                                       |  |  |                        |                        |                        |  |
|  | Nova Iorque (estado)                                  | New York Red Bulls                                    | 0                                                     |                    |                      |                                                  |                                                  |                                                  |  |  |                                       |                                       |                                       |  |  |                        |                        |                        |  |

## Classificação Geral
O time que terminar em primeiro lugar na tabela geral ganha o título Supporters' Shield.
| Pos | Equipe                 | Pts | J  | V  | E  | D  | GP | GC | SG  | Classificação                                       |
| --- | ---------------------- | --- | -- | -- | -- | -- | -- | -- | --- | --------------------------------------------------- |
| 1   | New England Revolution | 73  | 34 | 22 | 7  | 5  | 65 | 41 | +24 | Classificado para a Liga dos Campeões CONCACAF 2022 |
| 2   | Colorado Rapids        | 61  | 34 | 17 | 10 | 7  | 51 | 35 | +16 | Classificado para a Liga dos Campeões CONCACAF 2022 |
| 3   | Seattle Sounders       | 60  | 34 | 17 | 9  | 8  | 53 | 33 | +20 | Classificado para a Liga dos Campeões CONCACAF 2022 |
| 4   | Sporting Kansas City   | 58  | 34 | 17 | 7  | 10 | 58 | 40 | +18 |                                                     |
| 5   | Portland Timbers       | 55  | 34 | 17 | 4  | 13 | 56 | 52 | +4  |                                                     |
| 6   | Philadelphia Union     | 54  | 34 | 14 | 12 | 8  | 48 | 35 | +13 |                                                     |
| 7   | Nashville SC           | 54  | 34 | 12 | 18 | 4  | 55 | 33 | +22 |                                                     |
| 8   | New York City FC (C)   | 51  | 34 | 14 | 9  | 11 | 56 | 36 | +20 | Classificado para a Liga dos Campeões CONCACAF 2022 |
| 9   | Atlanta United         | 51  | 34 | 13 | 12 | 9  | 45 | 37 | +8  |                                                     |
| 10  | Orlando City SC        | 51  | 34 | 13 | 12 | 9  | 50 | 48 | +2  |                                                     |
| 11  | Minnesota United       | 49  | 34 | 13 | 10 | 11 | 42 | 44 | −2  |                                                     |
| 12  | Vancouver Whitecaps    | 49  | 34 | 12 | 13 | 9  | 45 | 45 | 0   |                                                     |
| 13  | Real Salt Lake         | 48  | 34 | 14 | 6  | 14 | 55 | 54 | +1  |                                                     |
| 14  | New York Red Bulls     | 48  | 34 | 13 | 9  | 12 | 39 | 33 | +6  |                                                     |
| 15  | LA Galaxy              | 48  | 34 | 13 | 9  | 12 | 50 | 54 | −4  |                                                     |
| 16  | D.C. United            | 47  | 34 | 14 | 5  | 15 | 56 | 54 | +2  |                                                     |
| 17  | Columbus Crew          | 47  | 34 | 13 | 8  | 13 | 46 | 45 | +1  |                                                     |
| 18  | Montreal Impact        | 46  | 34 | 12 | 10 | 12 | 46 | 44 | +2  | Classificado para a Liga dos Campeões CONCACAF 2022 |
| 19  | Los Angeles FC         | 45  | 34 | 12 | 9  | 13 | 53 | 51 | +2  |                                                     |
| 20  | Inter Miami CF         | 41  | 34 | 12 | 5  | 17 | 36 | 53 | −17 |                                                     |
| 21  | San Jose Earthquakes   | 41  | 34 | 10 | 11 | 13 | 46 | 54 | −8  |                                                     |
| 22  | Chicago Fire           | 34  | 34 | 9  | 7  | 18 | 36 | 54 | −18 |                                                     |
| 23  | FC Dallas              | 33  | 34 | 7  | 12 | 15 | 47 | 56 | −9  |                                                     |
| 24  | Austin FC              | 31  | 34 | 9  | 4  | 21 | 35 | 56 | −21 |                                                     |
| 25  | Houston Dynamo         | 30  | 34 | 6  | 12 | 16 | 36 | 54 | −18 |                                                     |
| 26  | Toronto FC             | 28  | 34 | 6  | 10 | 18 | 39 | 66 | −27 |                                                     |
| 27  | Cincinnati             | 20  | 34 | 4  | 8  | 22 | 37 | 74 | −37 |                                                     |

1. ↑  CF Montréal se classificou para a Liga dos Campeões da CONCACAF de 2022 por ter vencido o Campeonato Canadense de Futebol de 2021.

## Premiação
| Major League Soccer de 2021 MLS Cup  |
| ------------------------------------ |
| New York City FC Campeão (1º título) |